# Hugo Bedinger
Anders Hugo Bedinger, född 30 mars 1876 i Hudiksvalls församling, Gävleborgs län, död 9 november 1914 i Västerås domkyrkoförsamling, Västmanlands län, var en svensk organist och tonsättare.

## Biografi
Bedinger föddes 30 mars 1876 i Hudiksvall. Han var son till organisten Anders Bedinger. Bedinger var en tid verksam i Amerika där han undervisade i orgel på Bethany College i Lindsborg, Kansas. 1904 blev han domkyrkoorganist i Västerås församling samt musiklärare vid läroverket där, och bidrog starkt till musiklivets utveckling i staden. Bedinger var elev vid musikkonservatoriet i Stockholm och som tonsättare tämligen produktiv med sånger, körverk, pianostycken, en koralbok, samt en svensk mässa.
Bedinger gifte sig 1897 i Brooklyn med Signe Gerda Astrid Pettersson (född 1874). De fick tillsammans barnen Stina Vilhelmina (född 1897) och Karin Vilhelmina (född 1902).
1917 var hans fru altsolist vid ett uppförande av Händels Messias i Västerås domkyrka.